# Élisabeth Lion
Élisabeth-Clotilde-Marie Lion (Balan, 11 dicembre 1904 – Magnanville, 9 gennaio 1988) è stata un'aviatrice francese che ha stabilito primati mondiali di altitudine e lunga distanza.

## Provenienza e formazione
Elisabeth Lion era figlia di un militare di carriera e nipote di un deputato delle Ardenne. Durante la prima guerra mondiale la sua famiglia lasciò la regione per trasferirsi a Parigi. Il suo battesimo dell'aria avvenne all'aerodromo della società aeronautica Caudron a Guyancourt; successivamente le fu rilasciato il brevetto di volo turistico e nel 1936 quello come pilota di aerei da trasporto,

## Le gare e i primati
Il 29 agosto 1936 vinse la Coppa Hélène Boucher, quindi il 27 dicembre 1937 stabilì il record femminile di altitudine: 6410 metri a bordo di un monoplano Caudron C.600 Aiglon. L'8 aprile 1948 nella categoria monoposto nel raid Parigi-Tunisi e ritorno in 18 ore e 15 minuti il 13-14 maggio 1938 stabilì il record femminile di distanza in linea retta percorrendo i 4063 chilometri da Istres a Abarán e battendo il record di Amelia Earhart stabilito nel 1932.
Nel dicembre dello stesso anno, l'allora ministro francese dell'aviazione Guy Lachambre, la nomina Cavaliere della Legion d'onore.
Nel 1945, Charles Tillon,  ministro dell'aria (Ministre de l'Air) durante il governo de Gaulle, decise di creare un corpo di aviatrici femminile, come in Russia.
La prima squadra, composta anche da aviatrici già note per i loro record, come Maryse Hilsz, Maryse Bastié. Elisabeth Boselli e Elisabeth Lion, fu addestrata al centro aereo di Châteauroux e, quindi, le componenti sarebbero state assegnate a varie destinazioni. Lion fu destinata alla scuola di formazione di Kasba Tadla per il pilotaggio degli aerei leggeri,
L'iniziativa di Tillon sul reclutamento femminile nell'Armée de l'air si concluse l'11 luglio 1946, alla fine del suo mandato, con il governo presieduto da Félix Gouin e alle pilote furono offerti incarichi di ufficio ma solo Maryse Basté accettò di restare fino alla sua scomparsa, nel 1952. Anche Elsabeth Lion si congedò.
Si spense nel 1988.
A Charleville-Mézières, nelle Ardenne (sua regione natale) è stata intitolata una strada col suo nome.